# 德博拉·巴西特
德博拉·巴西特（英語：Deborah Bassett，1965年12月7日—），澳大利亚女子赛艇运动员。她曾代表澳大利亚参加1986年英联邦运动会赛艇比赛，获得一枚金牌和一枚银牌。她也曾参加1986年、1987年、1989年和1990年世界赛艇锦标赛。